# Éditions Novalis (Canada)
Pour l’article homonyme, voir Éditions Novalis (France).
Novalis est une maison d'édition catholique canadienne, considérée en 2011 comme le plus important éditeur religieux du Canada. La maison, fondée à Ottawa en 1935 par la congrégation des Oblats de Marie-Immaculée, publie des revues et des livres principalement à caractère religieux et spirituel, et ce, en français et en anglais. Surtout connue pour le célèbre Prions en Église (Living with Christ), Novalis est aussi éditeur de livres. Novalis publie des revues en anglais et en français auxquelles s'ajoutent environ une cinquantaine de livres par année.

## Historique
Le père Guay, un prêtre oblat de Marie-Immaculée, fonde en décembre 1935 ou en 1936 le Centre catholique de l'université d'Ottawa, dans une période faste pour cette université, malgré la crise économique. Ce centre deviendra « une des plus grosses maisons d'édition religieuse au Canada ». 
Sa publication la plus répandue et la plus connue est un livret de messe hebdomadaire lancé en 1936 intitulé Prie avec l'Église. Ce livret hebdomadaire est dès l'origine traduit en anglais sous le titre Pray with the Church, renommé en 1948 Living with Christ. En 1960, il en est publié 200 000 exemplaires chaque semaine. La version en français est renommée en 1965 Prions en Église.
Lors de la réorganisation de l'université d'Ottawa en 1965, le Centre fait partie de la nouvelle université Saint-Paul d'Ottawa. Quatre ans plus tard, en 1969, le Centre catholique change de nom lui aussi, pour s'appeler « Éditions Novalis »,. Le mot latin novalis est choisi pour sa signification : « terre fraîchement labourée, en attente de culture ».
Les Éditions Novalis sont installées dans les locaux de l'université. Elles gèrent alors toute la partie éditoriale, et publient des livres, des revues et divers bulletins. La partie production et commercialisation est gérée par Bayard Presse Canada.
L'université Saint-Paul vend en 2008 les Éditions Novalis à Bayard Canada. Ainsi, à partir du 1er octobre 2008, Novalis subsiste mais comme marque de Bayard Canada, propriété des Augustins de l'Assomption, qui ont la même orientation missionnaire que les oblats,.
Selon Le Devoir, Novalis est considéré en 2011 comme l'éditeur chrétien le plus important au Canada, et « peut-être même dans l'ensemble de la francophonie ».

## Auteurs publiés
Richard Bergeron (théologien)